# Župnija Kranj
Župnija Kranj je rimskokatoliška župnija s sedežem v Kranju. Spada v Nadškofijo Ljubljana. Njeni zavetniki so oglejski mučenci Kancij, Kancijan, Kancijanila in Prot.

## Sakralni objekti
- Cerkev sv. Kancijana, Kranj (župnijska cerkev)
- Cerkev sv. Jožefa, Kranj
- Cerkev sv. Ožbalta, Kranj
- Cerkev Rožnovenske Matere božje, Kranj
- Cerkev sv. Boštjana, Fabijana in Roka, Kranj

## Zgodovina
Prve cerkvene stavbe v Kranju segajo v konec 8. stoletja. Arheološke raziskave kažejo, da je v tem času v Kranju obstajal oktagonalni sakralni objekt, najverjetneje baptisterij, zgrajen po vzoru krstilnic v Ogleju in Gradežu. Kasneje (najverjetneje v 10. stoletju) nastane kranjska pražupnija, ki jo je ustanovil oglejski patriarh. Cerkev iz takratnega obdobja ni ohranjena, saj jo porušijo Madžari. Takratna župnija je obsegala vasi od Podbrezja na zahodu do Šenčurja na vzhodu ter od vznožja Storžiča na severu do Save na jugu. Kasneje se je obseg zaradi močnega vpliva zemljiških gospodov in tekmovanja s sosednjimi župnijami (Preddvor, Šenčur) zmanjšal le na Kranj z ožjo okolico. Župnijo in cerkev so vzdrževale bratovščine in kasneje beneficiji, ustanove z lastnim premoženjem (npr. s podložniki, zemljišči).
Mesto kranjskega župnika je bilo zelo ugledno. Sprva so bili kranjski župniki Italijani, od 14. stoletja dalje pa predvsem Nemci. Pomembnejši je bil magister Koloman de Manswerd (+1434), ki je postal generalni vikar oglejskega patriarhata. Naziv kranjskega župnika si je 1511 nadel tudi ljubljanski škof Krištof Ravbar, vendar pa je ta kranjsko župnijo oddajal oskrbnikom oz. vikarjem. Zaradi ponavljajočih se epidemij kuge in turških vpadov v 15. stoletju, zgradijo cerkev sv. Fabijana in Boštjana na Pungertu, v 16. stoletju pa še cerkev Roženvenske Matere božje, nad spodnjimi mestnimi vrati ob mestnem obzidju. 
Ob nepravilnostih v cerkvi se je v prvi polovici 16. stoletja tudi v Kranju širil protestantizem. Leta 1576 nadvojvoda Karel ukaže odstranitev protestantskega pastorja iz mesta, tako se večina meščanov odpove protestantizmu in se vrne v katolicizem. V oporo katoliški obnovi so se v Kranju leta 1641 naselili kapucini in zgradili cerkev ter samostan. V 18. stoletju jih odpravi Jožef II.
Leta 1782 in 1785 se kranjski župniji priključijo Primskovo, Gorenje, Klanec, Huje in Čirče. Dejanska priključitev Primskovega se zavleče v začetek naslednjega stoletja. Istočasno so uredili tudi dekanije.
V času Ilirskih provinc pride na cerkvenem področju do določenih sprememb. Najbolj znani sta uvedba civilne poroke in skrčenje števila cerkvenih praznikov. Po obnovi avstrijske oblasti, se cerkvi zopet povrne oblast, tudi nad šolstvom. Kranjski dekan Sluga je postal šolski nadzornik in po njegovi zaslugi so 1816 dokončali novo poslopje glavne šole. Kranjska duhovščina se v drugi polovici 19. stoletja tudi politično udejstvuje. Zavzemajo se predvsem za uvedbo slovenskega jezika na kranjski nižji šoli. Leta 1875, zaradi »napadov« liberalizma odstopi ljubljanski škof Jernej Vidmar in se preseli v rodni Kranj. Tu je zgradil poleg župnišča tudi t. i. »škofijo«, kjer je bival do svoje smrti.
Med letoma 1877 in 1893 potekajo obnovitvena dela na kranjskih cerkvah. Zaradi pomanjkanja denarja pride do prodaje slik gotskega oltarja iz župnijske cerkve dvornemu muzeju na Dunaju.
Pred prvo svetovno vojno pridejo v Kranj usmiljene sestre Sv. Vincencija in prevzamejo sirotišnico. Leta 1926 jih nadomestijo šolske sestre, zavod pa preimenujejo v Marijanišče. Leta 1934 so se lotili obsežne prenove kranjske župnijske cerkve sv. Kancijana, pri tem je arhitekt Ivan Vurnik postavil nov glavni oltar. Malo pred drugo svetovno vojno so uredili novo pokopališče na Klancu, načrtovana pa je bila tudi zidava nove cerkve, posvečene Kraljici miru.